# Rhinotermitidae
Rhinotermitidae Froggatt, 1897 é uma família de térmitas xilófagas que inclui espécies com elevado interesse económico devido aos danos que causam em edifícios e outras estruturas em madeira. Estão validamente descritas cerca de 345 espécies, entre as quais importantes pragas como Coptotermes formosanus, Coptotermes gestroi e Reticulitermes flavipes.

## Taxonomia
A família Rhinotermitidae Froggatt, 1897 inclui as seguintes subfamílias:
- - Subfamília Coptotermitinae Holmgren, 1910a (sinónimo taxonómico de Arrhinotermitinae Sjöstedt, 1926)
  - Subfamília Heterotermitinae Froggatt, 1897 (sinónimo taxonómico de Leucotermitinae Holmgren, 1910a)
  - Subfamília Prorhinotermitinae Quennedey & Deligne, 1975
  - Subfamília Psammotermitinae Holmgren, 1911
  - Subfamília Rhinotermitinae Froggatt, 1897
  - Subfamília Termitogetoninae Holmgren, 1910a